# José Inácio Borges
José Inácio Borges (Recife, ca. 1770 — 6 de dezembro de 1838) foi um militar e político brasileiro.
Foi ministro da Fazenda, do Império e interino dos Estrangeiros e senador do Império do Brasil, de 1826 a 1838 (na época o cargo de senador era vitalício).